# Міжнародний рік астрономії (монета)
«Міжнаро́дний рік астроно́мії» — пам'ятна монета номіналом 5 гривень, випущена Національним банком України. Присвячена Міжнародному року астрономії, яким ООН оголосила 2009 рік.
Монету введено до обігу 14 жовтня 2009 року. Вона належить до серії «Інші монети».

## Опис та характеристики монети
| Номінал грн. | Метал      | Маса, грам | Діаметр, мм. | Якість виготовлення       | Гурт     | Тираж, штук |
| ------------ | ---------- | ---------- | ------------ | ------------------------- | -------- | ----------- |
| 5            | нейзильбер | 16,54      | 35           | спеціальний анциркулейтед | рифлений | 45 000      |

### Аверс
На аверсі монети розміщено: малий Державний Герб України, напис півколом «НАЦІОНАЛЬНИЙ БАНК УКРАЇНИ» (угорі); композицію, що символізує космос: ліворуч Уранія — покровителька астрономії, одна з дев'яти муз давньогрецької міфології, та зоряний простір із фрагментом схеми руху планет Сонячної системи; унизу — рік карбування монети «2009» та логотип Монетного двору Національного банку України, на стилізованому свитку номінал — «5 ГРИВЕНЬ».

### Реверс

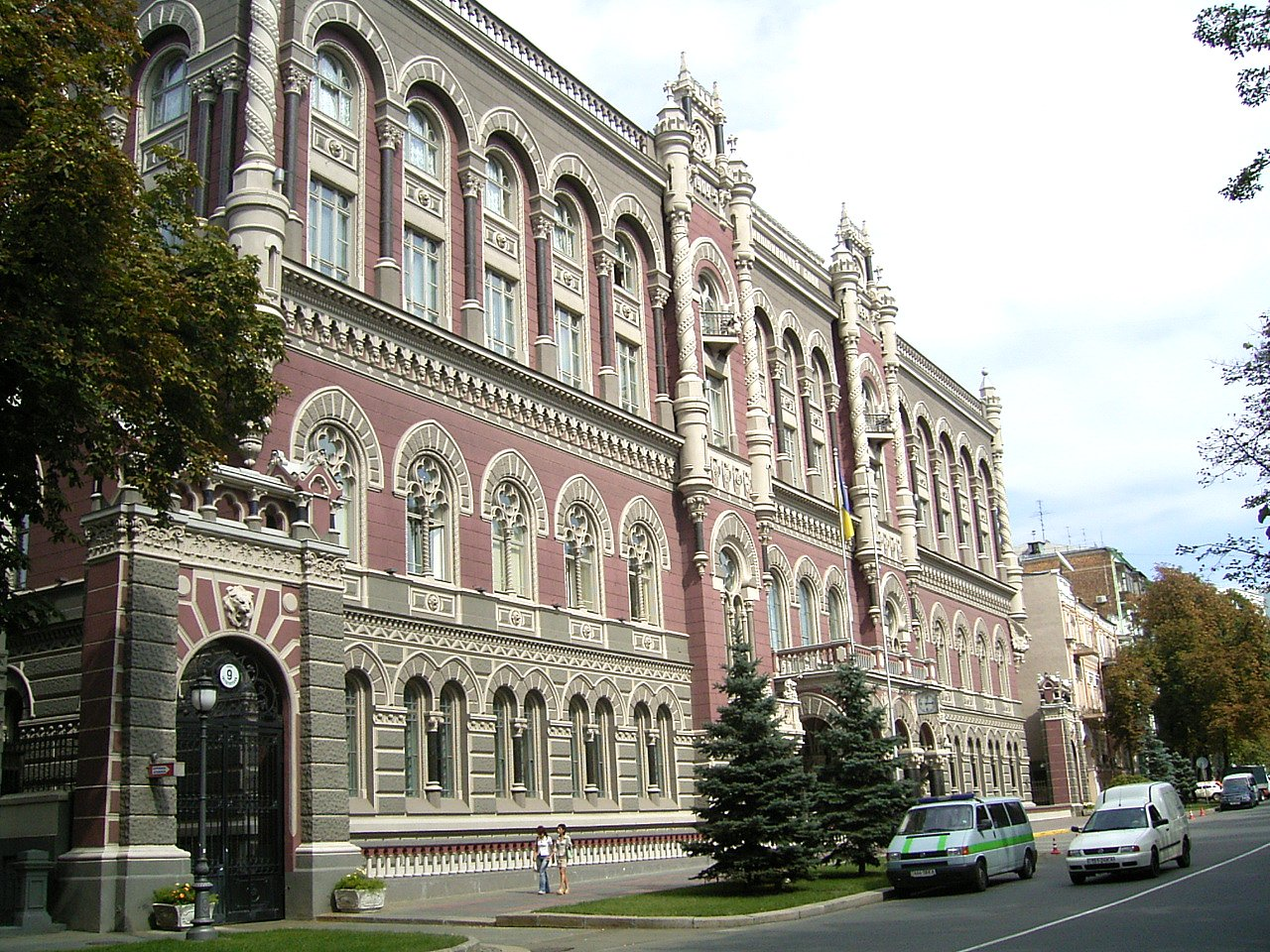
Будівля Національного банку України

На реверсі монети розміщено: портрет Юрія Дрогобича (праворуч), під яким роки його життя — «бл. 1450/1494», (ліворуч), під яким напис — «МІЖНАРОДНИЙ»/«РІК»/«АСТРОНОМІЇ», унизу — артефакти дослідників космосу.

Частину монет із загального тиражу було випущено у буклетах
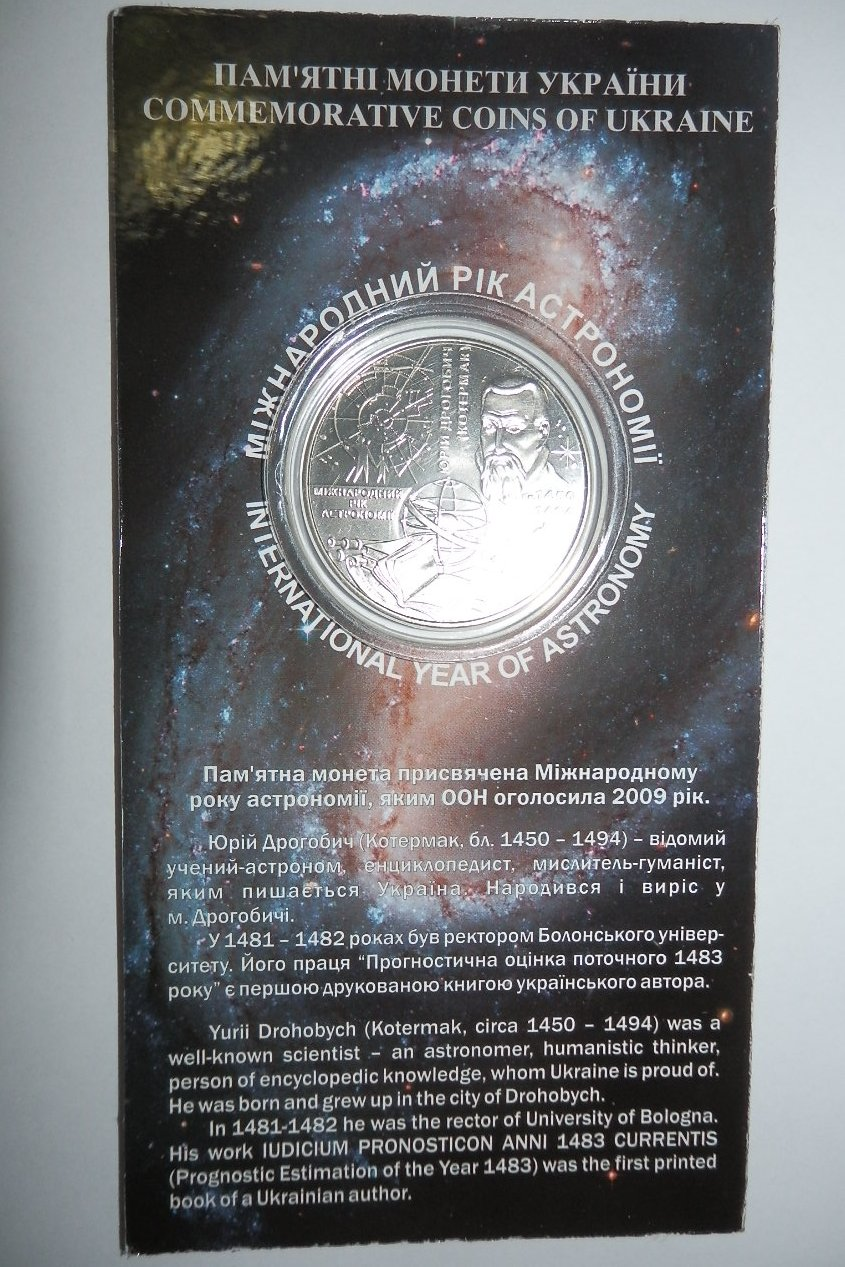
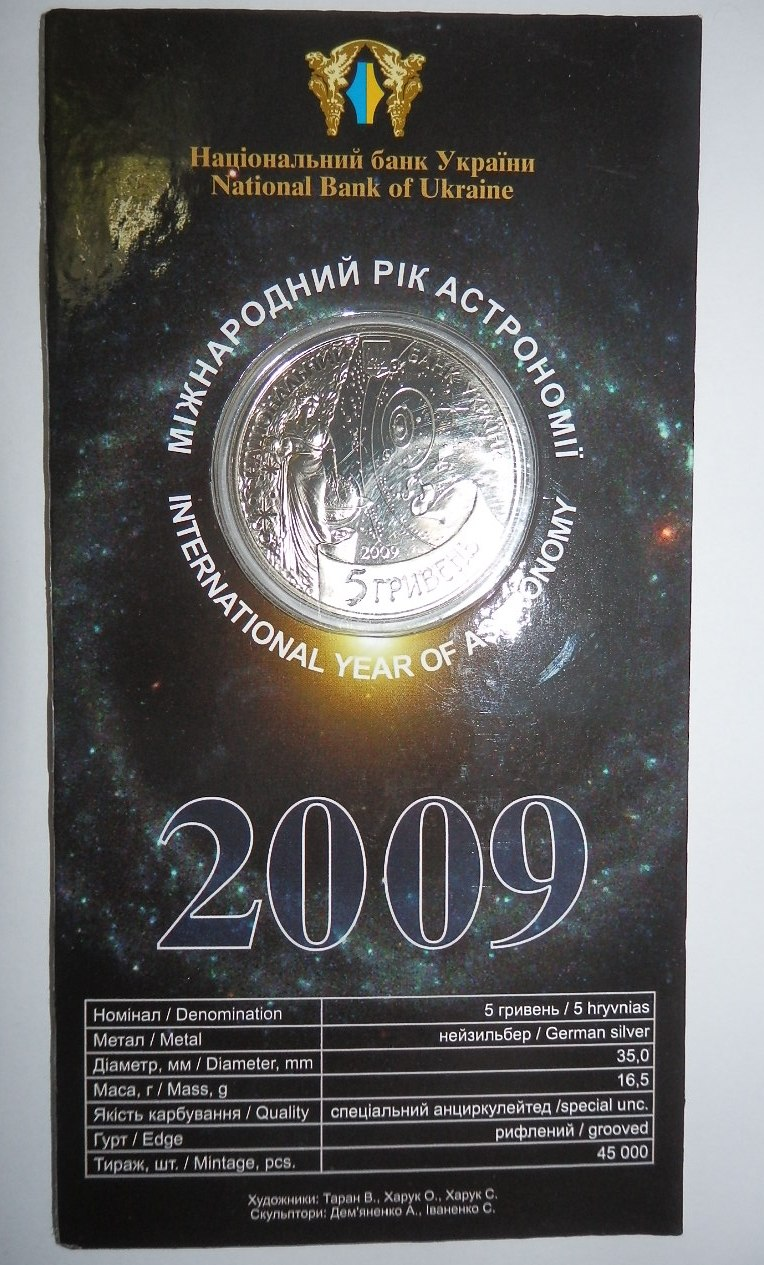

## Автори
- Художники: Володимир Таран, Олександр Харук, Сергій Харук.
- Скульптори: Володимир Дем'яненко, Святослав Іваненко.

## Вартість монети
Ціна монети — 20 гривень, була зазначена на сайті Національного банку України 2011 року.
Фактична приблизна вартість монети, з роками змінювалася так:
| Рік        | 2010 | 2011 | 2012 | 2013 | 2014 | 2015 | 2016 | 2017 | 2018 | 2019 | 2020 | 2021 | 2022 | 2023 | 2024 | 2025 |
| ---------- | ---- | ---- | ---- | ---- | ---- | ---- | ---- | ---- | ---- | ---- | ---- | ---- | ---- | ---- | ---- | ---- |
| Ціна, грн. | 25   | 25   | 30   | 30   | 35   | 40   | 55   | 75   | 80   | 90   | 90   | 110  | 130  | 230  | 240  | 250  |

## Див. також

Логотип офіційного сайту Міжнародного Року Астрономії в Україні